# Зозуля, Борис Васильевич
Борис Васильевич Зозуля (укр. Борис Васильович Зозуля; 24 сентября 1926, Большой Токмак, Запорожская область — 9 января 1999) — советский футболист, полузащитник. Позже — тренер. Участник Великой Отечественной войны.

## Карьера футболиста
Мать — Прасковья Павловна Зозуля.
Весной 1942 года был угнан в Германию, где работал в течение трёх лет чернорабочим станкостроительного завода «Гассе и Вреде» и слесарем на предприятии «Нилес». В апреле 1945 года в восемнадцатилетнем возрасте стал рядовым 523-й полка 171-й стрелковой дивизии. Участвовал в штурме Рейхстага. За боевые заслуги имеет грамоту от командующего 1-го Белорусским фронтом, маршала Советского Союза Георгия Жукова и благодарственное письмо за подписью Верховного Главнокомандующего Иосифа Сталина. Играл в футбол за команду группы советских войск в Германии в качестве нападающего.
Окончил Запорожский металлургический техникум имени А. Н. Кузьмина и Крымский педагогический институт.
В 1951 году стал игроком запорожского «Металлурга». Вместе с командой становился чемпионом и обладателем Кубка Украинской ССР 1952 года. В 1953 году «Металлург» стал участвовать в Первой лиге СССР. В составе «Металлурга» Зозуля играл на позиции полузащитника и провёл более ста матчей во втором по силе дивизионе Советского Союза. Трижды становился бронзовым призёром турнира и один раз — серебряным.

## Тренерская карьера
По окончании карьеры футболиста перешёл на тренерскую работу. Являлся тренером группы подготовки при команде мастеров, директором и старшим тренером преподавателем СДЮШОР «Металлург». В 1965 году команда под его руководством завоевала серебряные награды всесоюзного первенства и были признаны лучшей профсоюзной и самой техничной командой турнира. Среди его воспитанников — Николай Раздобудько, Александр Спицын, Александр Ищенко, Дмитрий Демьяненко и Пётр Чилиби.

## Достижения
- Серебряный призёр Первой лиги СССР (3): 1953, 1954, 1956
- Бронзовый призёр Первой лиги СССР (1): 1958
- Чемпион Украинской ССР (1): 1952
- Обладатель Кубка Украинской ССР (1): 1952

## Статистика
| Сезон | Клуб                  | Лига        | Чемпионат | Чемпионат | Кубок | Кубок |
| Сезон | Клуб                  | Лига        | Игры      | Голы      | Игры  | Голы  |
| ----- | --------------------- | ----------- | --------- | --------- | ----- | ----- |
| 1953  | Металлург (Запорожье) | Первая лига | 10        | 0         | 5     | 2     |
| 1954  | Металлург (Запорожье) | Первая лига | 22        | 2         | 1     | 0     |
| 1955  | Металлург (Запорожье) | Первая лига | 27        | 1         | 2     | 0     |
| 1956  | Металлург (Запорожье) | Первая лига | 33        | 1         |       |       |
| 1957  | Металлург (Запорожье) | Первая лига |           | 1         | 3     | 1     |
| 1958  | Металлург (Запорожье) | Первая лига | 30        | 1         | 1     | 0     |